# Emma Johnson
Emma Johnson, née le 20 mai 1966, est une clarinettiste britannique.
En 1984, elle remporte le concours BBC Young Musician of the Year, jouant l'un des concertos pour clarinette de Bernhard Henrik Crusell lors de la finale télévisée, et remporte le Bronze Award en représentant la Grande-Bretagne au concours European Young Musician Competition qui a suivi. Elle remporte également les Young Concert Artists International Auditions en 1991, ce qui lui permet de faire ses débuts en récital à New York, au Carnegie Hall. Elle devient l'une des artistes classiques britanniques les plus vendues, avec plus d'un demi-million de disques vendus dans le monde.

## Biographie

### Jeunesse et formation
Emma Johnson est née le 20 mai 1966 à Barnet dans le comté anglais du Hertfordshire. 
Elle commence les cours de clarinette à l'âge de neuf ans puis rejoint le National Youth Orchestra of Great Britain à l'âge de 15 ans,,. 
En 1984, elle remporte le titre de BBC Young Musician of the Year,,, en interprétant le deuxième Concerto de Bernhard Henrik Crusell avec l'orchestre philharmonique de la BBC sous la direction de Bryden Thomson. Emma Johnson représente ensuite la Grande-Bretagne au concours européen des jeunes musiciens (Eurovision Young Musician),, où elle obtient le Bronze Award. 
Le 10 février 1985, Emma Johnson fait ses débuts à Londres au Barbican Hall, en jouant le Concerto de Mozart avec l'English Chamber Orchestra. 
Les concours ci-dessus lancent la carrière musicale d'Emma alors qu'elle était encore à l'école mais, en 1985, elle décide d'étudier la musique et l'anglais au Pembroke College de l'Université de Cambridge avant de se lancer à plein temps dans la vie musicale,,. Pendant cette période, elle prend des cours de clarinette avec Sidney Fell et Jack Brymer. 
Emma Johnson combine ses études avec une carrière professionnelle naissante, se produisant régulièrement en concert en Grande-Bretagne et à l'étranger. Alors qu'elle est en troisième année d'université, elle se produit dans les principales salles de concert de Grande-Bretagne et avec la plupart des orchestres professionnels. 
Elle fait à l'époque de nombreuses apparitions à la télévision et signe un contrat d'enregistrement exclusif avec ASV Records, pour lequel elle a enregistré plus d'une douzaine de disques.
Elle est décorée en 1996 de l'ordre de l'Empire britannique pour services rendus à la musique.

### Carrière musicale
Emma Johnson a publié plusieurs CD de concertos pour clarinette et de musique de récital, couvrant à la fois le répertoire classique standard et des morceaux parfois plus légers, y compris du jazz. Elle joue sur une clarinette Peter Eaton.
En 1991, elle remporte les Young Concert Artists International Auditions, et fait ses débuts en récital à New York, au Carnegie Hall,,.
En 1996, Emma Johnson est décorée de l'ordre de l'Empire britannique par le gouvernement britannique,,.
Emma Johnson a donné des Master classes dans le monde entier et a été pendant un certain temps professeure invitée au Royal College of Music.
Elle a donné des concerts dans toute l'Europe, ainsi qu'en Amérique, au Japon, à Taiwan, en Corée, en Afrique et en Australie, et des œuvres lui ont été dédiées par Sir John Dankworth (Suite for Emma), Will Todd, Patrick Hawes, Michael Berkeley, Matthew Taylor et Robin Holloway.
La bande sonore de la série télévisée de la BBC The Victorian Kitchen Garden, une suite composée de cinq courts mouvements pour clarinette et harpe, lui a été dédiée par le compositeur, Paul Reade.
En 2016, Emma Johnson est devenue la première ancienne élève à voir son portrait dévoilé au Pembroke College, à Cambridge : réalisé par Isabella Watling, il s'agit du deuxième portrait de femme à y être accroché, après celui de la fondatrice elle-même. La clarinettiste a été la première femme à être nommée membre honoraire du collège en 1999.

## Accueil critique
Le Times de Londres a qualifié Emma Johnson de « clarinettiste préférée de Grande-Bretagne »,.
Pour Edward Greenfield, du magazine Gramophone, « La grande qualité qu'Emma Johnson apporte à tous ses enregistrements, contrairement à tant d'artistes de quelque niveau que ce soit, est une spontanéité insouciante ».

## Discographie sélective
Emma Johnson a publié de nombreux disques sur le label ASV Records, ainsi que sur les labels Naxos, Universal Classics and Jazz, Nimbus Records, Champs Hill Records et Somm Recordings :
- 1985 : Mozart Clarinet Concerto, avec l'English Chamber Orchestra, dir. Raymond Leppard (ASV Records)
- 1986 : Crusell Clarinet Concerto No. 2, Weber Clarinet Concertino, Baermann Adagio, Rossini Introduction Theme and Variations, avec l'English Chamber Orchestra, dir. Sir Charles Groves (ASV Records)
- 1987 : Weber Clarinet Concerto No. 1, Crusell Introduction Theme and Variations on a Swedish Air, Debussy Premiere Rhapsodie, Tartini/Jacob Concertino, avec l'English Chamber Orchestra, dir. Yan Pascal Tortelier) (ASV Records)
- 1988 : La Clarinette Francaise, avec Gordon Back, piano (ASV Records)
- 1989 : The Romantic Clarinet – Weber Clarinet Concerto No. 2, Spohr Clarinet Concerto No. 1, Crusell Clarinet Concerto No. 3, avec l'English Chamber Orchestra, dir. Gerard Schwarz (ASV Records)
- 1990 : A Clarinet Celebration, œuvres de Carl Maria von Weber, Norbert Burgmüller, Alamiro Giampieri, Robert Schumann et Donato Lovreglio, avec Gordon Back, piano (ASV Records)
- 1991 : Emma Johnson Plays Weber (concertos et concertino de Weber provenant d'enregistrements précédents) (ASV Records)
- 1991 : Emma Johnson plays Clarinet Concertos by Crusell - Kozeluch - Krommer, avec le Royal Philharmonic Orchestra, dir. Günther Herbig (ASV Records CD DCA 763)
- 1991 : Emma Johnson plays Crusell - The 3 Clarinet Concertos (concertos de Crusell provenant d'enregistrements précédents avec le Royal Philharmonic Orchestra et l'English Chamber Orchestra) (ASV Records CD DCA 784)
- 1992 : Encores, récital avec Julius Drake (piano) et Skaila Kanga (harpe) (ASV Records)
- 1993 : Finzi / Stanford, avec le Royal Philharmonic Orchestra, dir. Sir Charles Groves, et avec Malcolm Martineau (piano) (ASV Records)
- 1993 : Michael Berkeley Concerto, avec le Northern Sinfonia, dir. Sian Edwards (ASV Records)
- 1994 : Encores 2 (Recital disc avec Julius Drake, piano) (ASV Records)
- 1994 : Pastoral, récital de musique anglaise avec Malcolm Martineau, piano, et Judith Howarth, soprano (ASV Records)
- 1995 : Sir Malcolm Arnold – The Complete Works for Clarinet, avec l'English Chamber Orchestra, dir. Ivor Bolton (ASV Records)
- 1999 : The Essential Emma Johnson (compilation d'enregistrements précédents) (ASV Records)
- 2000 : Mozart and Weber Clarinet Quintets, par Emma Johnson and Friends (ASV Records)
- 2004 : Voyage, œuvres de Finzi, Verdi, Niccolò Paganini, John Barry, Ennio Morricone, Ludovico Einaudi… avec le Royal Philharmonic Orchestra, dir. Julian Reynolds, et John Lenehan, piano) (Universal Classics and Jazz)
- 2005 : The Mozart Album (concerto et quintette de Mozart avec le Royal Philharmonic Orchestra et le ConTempo Quartet) (Universal Classics and Jazz)
- 2009 : Copland / Bernstein / Dankworth, récital avec John Lenehan, piano) (Naxos)
- 2012 : Brahms Sonatas, avec John Lenehan, piano (Nimbus Records)
- 2014 : Brave New World, œuvres de Prokofiev, Hindemith, Rota, Messiaen et Lutoslawski avec John Lenehan piano)
- 2015 : Brahms Clarinet Quintet, avec le Zemlinsky Trio et le Michelangelo Quartet (Nimbus Records)
- 2016 : Octet D.803 de Schubert et Concert Trio for Clarinet, Basson & Horn de Crusell, enregistré en concert au Turner Sims de Southampton par Emma Johnson and Friends (Somm Recordings)
- 2016 : English Fantasy, enregistrement en première mondiale de concertos de Sir John Dankworth, Patrick Hawes, Paul Reade et Will Todd avec le BBC Concert Orchestra, dir. Philip Ellis (Nimbus Records)
- 2016 : Clarinet Goes To Town (collection d'arrangements avec John Lenehan, Paul Clarvis et le Carducci Quartet) (Nimbus Records)
- 2022 : Songs of Celebration (Nimbus Records)